# Popillia viskensi
Popillia viskensi är en skalbaggsart som beskrevs av Limbourg 2008. Popillia viskensi ingår i släktet Popillia och familjen Rutelidae. Inga underarter finns listade i Catalogue of Life.